# アジピン酸ジヒドラジド
アジピン酸ジヒドラジド（英: Adipic acid dihydrazide）は、架橋剤として用いられる水性エマルションである。化学式はC6H14N4O2で、ADHと略記される。C4骨格をもつ対称分子で、反応基はC=ONHNH2である。ヒドラジンと有機酸との反応によって製造される。異なる骨格をもつジヒドラジド誘導体には、イソフタル酸ジヒドラジド（IDH）やセバシン酸ジヒドラジド（SDH）が知られている。

## 性質と用途
ケトン基と非常に早く反応する。ジアセトンアクリルアミドとの反応で、耐水性のあるコーティング剤が得られる。アルデヒド基と容易に反応することから、ホルムアルデヒド除去剤としての用途もある。融点が高く、高温でエポキシ樹脂と反応する。主に粉体塗料において、エポキシ樹脂硬化剤として使用される。